# Сан Џасинто (Калифорнија)
Сан Џасинто (енгл. San Jacinto) град је у америчкој савезној држави Калифорнија.

## Демографија
Према попису становништва из 2010. у граду је живело 44.199 становника, што је 20.420 (85,9%) становника више него 2000. године.
| Група             | 2000.          | 2010.          |
| Белци             | 12.507 (52,6%) | 15.508 (35,1%) |
| Афроамериканци    | 630 (2,6%)     | 2.928 (6,6%)   |
| Азијати           | 267 (1,1%)     | 1.341 (3,0%)   |
| Хиспаноамериканци | 9.583 (40,3%)  | 23.109 (52,3%) |
| Укупно            | 23.779         | 44.199         |